# Os Velhinhos Se Divertem
"Os Velhinhos se Divertem" é um quadro de câmeras escondidas exibido dentro do Programa Silvio Santos, televisionado no Sistema Brasileiro de Televisão (SBT), desde 2011. O quadro mostra situações engraçadas e inusitadas protagonizadas por atores idosos que surpreendem as pessoas nas ruas, em lojas, em restaurantes e em outros lugares públicos. Algumas pegadinhas com Ruth Romcy foram reprisadas.

## História
O quadro "Os Velhinhos se Divertem" foi criado em 2011, inspirado no mesmo formato da série belga chamada Benidorm Bastards, que também mostrava idosos fazendo pegadinhas com pessoas mais jovens. O quadro foi uma ideia do próprio Silvio Santos, dono do SBT.
O quadro é produzido pela equipe do Programa Silvio Santos, sob a direção de Fernando Pelegio e a coordenação de Ricardo Perez.[carece de fontes?] Os atores que participam do quadro são escolhidos por meio de testes e recebem um cachê por cada gravação.[carece de fontes?] Eles também recebem orientações sobre como agir nas situações e como improvisar caso algo saia do roteiro.[carece de fontes?]
O quadro é gravado em locais públicos de São Paulo, como ruas, praças, parques, shoppings e restaurantes. As câmeras são escondidas em pontos estratégicos para captar as reações das vítimas e dos atores. As pegadinhas são variadas e envolvem temas como namoro, dança, esporte, tecnologia, saúde e até política.
O quadro é um sucesso de audiência e de crítica, sendo elogiado por sua originalidade, qualidade e respeito aos idosos.

## "Os Velhinhos"
- Milton Franceschini
- Cidinha Milan
- Therry Klotzel
- João Acaiabe
- Lucélia Machiavelli
- Delurdes Moraes
- Nelson Rodrigues
- Fernando Benini
- Ken Kaneko
- Teresa Ronconi
- Elisa Imperatrice
- Charles
- Jonas Simões